# Alopecoenas salamonis
Gallicolumba salamonis е изчезнал вид птица от семейство Гълъбови (Columbidae).

## Разпространение
Видът е разпространен в Соломоновите острови.